# Baja California Sur
Baja California Sur (BCS; [ˈbaxa kaliˈfoɾnja suɾ] ⓘ, spanisch für „Südniederkalifornien“), offiziell Freier und Souveräner Staat Baja California Sur (spanisch Estado Libre y Soberano de Baja California Sur) ist ein mexikanischer Bundesstaat (seit 8. Oktober 1974). Er bildet den Südteil der Halbinsel Niederkalifornien (span.: Baja California) und umfasst 73.475 km² mit ca. 798.000 Einwohnern. Hauptstadt ist La Paz. Im Norden grenzt er an den Bundesstaat Baja California (BC).
Mit einem Wert von 0,799 erreicht Baja California Sur 2018 den zweiten Platz unter den 31 Bundesstaaten Mexikos im Index der menschlichen Entwicklung.

## Geographie

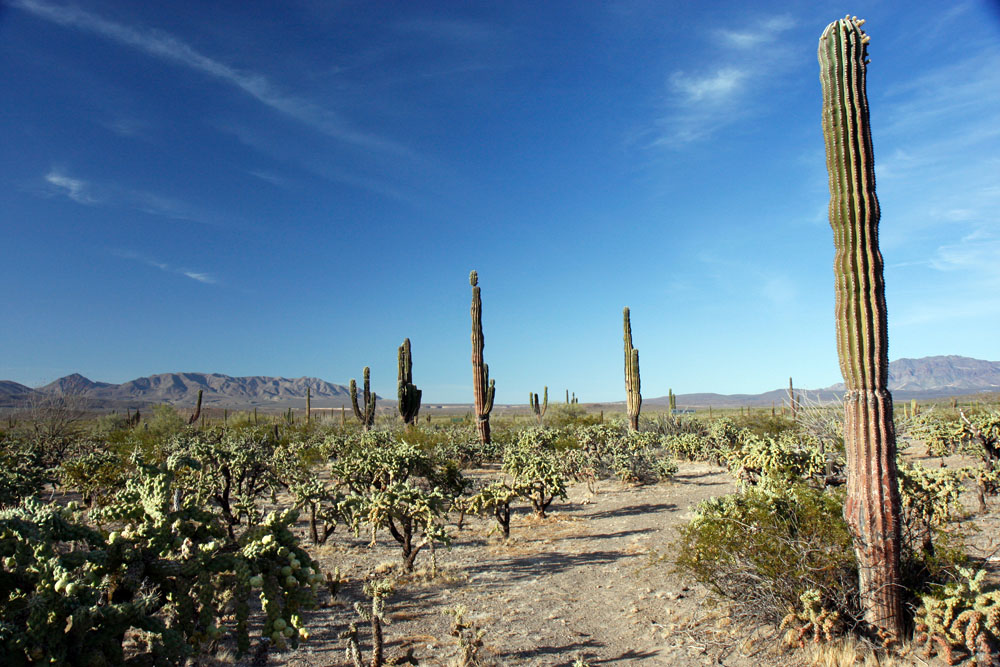
Typische Landschaft der Baja California

Baja California Sur ist eine der niederschlagsärmsten Regionen der Welt mit ausgeprägten Wüstenlandschaften. Die Halbinsel wurde durchgehend von vielen Ureinwohnern besiedelt.
Von besonderer Bedeutung ist die Laguna ojo de liebre (ojo de liebre, spanisch für „Auge des Hasen“), ein Teil des Biosphärenreservats El Vizcaíno. Die Bucht des Pazifischen Ozeans und die Lagunen sind nicht nur Lebensraum für vier Arten Meeresschildkröten, sondern vor allem einer der wichtigsten Wanderungsorte der Grauwale. Zum Winter ziehen 300–400 Wale von ihren Sommerquartieren im Nord-Pazifik in diese und andere Lagunen, um dort vor Räubern und Wetter geschützt ihre Jungen zu gebären.
Eine Sehenswürdigkeit von Baja California Sur sind die Höhlenmalereien in der Gegend um Mulegé. Auch die bizarr anmutenden felsigen Gebirgszüge südlich von Loreto sind einmalig. Diese sind auf den vulkanischen Ursprung der Halbinsel zurückzuführen, wie an der Caldera Aguajito zu sehen ist.
Jedes Jahr ziehen die Rallyes Baja 500 und Baja 1000 zahlreiche Interessenten aus der ganzen Welt an. Die Baja 1000 dürfte nach der Dakar das berühmteste Wüstenrennen der Welt sein.

## Bevölkerung
| Jahr | Einw.    |
| ---- | -------- |
| 1980 | 0215.139 |
| 1990 | 0317.764 |
| 1995 | 0375.494 |
| 2000 | 0424.041 |
| 2005 | 0512.170 |
| 2010 | 0637.026 |
| 2015 | 0712.029 |
| 2020 | 0798.447 |

## Geschichte
Im Mexikanisch-Amerikanischen Krieg wurde der Nordteil Kaliforniens 1846 von den USA besetzt und dann 1848 mit dem Vertrag von Guadalupe Hidalgo den USA überlassen; bis 1857 gab es Annexionsabsichten für den Südteil. Nach der Trennung entwickelten sich das US-amerikanische Oberkalifornien (Kalifornien) und das mexikanische Niederkalifornien (Baja California) unabhängig voneinander. Die südliche Hälfte der Halbinsel Niederkalifornien wurde am 8. Oktober 1974 abgetrennt und in den Bundesstaat Baja California Sur umgewandelt.

## Politik

### Gouverneur
Die Regierung des Bundesstaates wird von einem direkt vom Volk gewählten Gouverneur (span.: Gobernador) geleitet.
Die Zentralregierung wirkt stark in die Bundesstaaten hinein. Dies liegt in den vielfältigen Abhängigkeiten der Staaten von der Bundesregierung begründet, da diese den Staaten und Gemeinden einen Teil der Steuereinnahmen zuweist. Daneben haben die Ministerien Vertretungen (Delegaciones) in den Bundesstaaten, Regierungsbezirken und Gemeinden. Über diese werden Bundesmittel insbesondere für Sozialfürsorge und Entwicklungsprogramme vergeben.

### Verwaltungsgliederung

Grenzen der Municipios in Baja California Sur

Der Bundesstaat Baja California Sur gliedert sich in fünf Verwaltungsbezirke (Municipios):
| Nr. | Municipio | Verwaltungssitz     | Einw.   |
| 001 | Comondú   | Ciudad Constitución | 070.816 |
| 002 | Mulegé    | Santa Rosalía       | 059.114 |
| 003 | La Paz    | La Paz              | 251.871 |
| 008 | Los Cabos | San José del Cabo   | 238.487 |
| 009 | Loreto    | Loreto              | 016.738 |

Die fünf Verwaltungsbezirke werden aus 5044 Ortschaften (span. Localidades) (darunter 18 urbanen = städtisch) gebildet, zu denen neben ländlichen Gemeinden (Pueblos) auch Farmen (Ranchos, Haziendas) und andere alleinstehende Gebäude (Mühlen, Poststationen, Tankstellen usw.) zählen. Als mittlere Stufe existieren noch 27 Delegaciones, die wiederum in Subdelegaciones gegliedert sind (2005).
Größte Städte sind La Paz (215.178 Einwohner),
San José del Cabo (69.788),
Cabo San Lucas (68.463),
Colonia del Sol (48.032),
Ciudad Constitución (40.935),
Loreto (14.724),
Guerrero Negro (13.054),
Santa Rosalía (11.765),
Las Palmas (11.562),
Las Veredas (10.478).
Weitere acht (städtische) Ortschaften haben mehr als 2500 Einwohner.